# Antônio Francisco de Faria
Antônio Francisco de Faria (Desterro, ca. 1811 — Desterro, 4 de dezembro de 1868) foi um político brasileiro.
Filho de André Francisco de Faria e de Ana Joaquina Tavares.
Foi deputado à Assembleia Legislativa Provincial de Santa Catarina na 14ª legislatura (1862 — 1863) e na 15ª legislatura (1864 — 1865), como suplente convocado.